# 右遠俊郎
右遠 俊郎（うどお としお、1926年9月1日 - 2013年10月11日）は、日本の作家・文芸評論家。
岡山県生まれ。少年期を大連で過ごし、旅順高等学校に進む。戦後、東京大学国文科卒。『新日本文学』などに小説、評論を発表。1959年「無傷の論理」で芥川賞候補（この時は該当者なしだった）。その後日本民主主義文学会（当時の名称は文学同盟）に加入する。1989年『小説朝日茂』で多喜二・百合子賞受賞。
2013年10月11日に肺炎のため死去。87歳没。

## 著書
- 無傷の論理 東邦出版社 1969
- 病犬と月 東邦出版社 1970
- 野にさけぶ秋 東邦出版社 1972
- さえてるやつら 新日本出版社 1972 のち映画化
- 不逞の春 東邦出版社 1974
- わが笛よ悲しみを吹け 東邦出版社 1975
- 恋愛入門 東邦出版社 1975
- 文学・真実・人間 光和堂 1977.5
- 長い髪の少年たち 東邦出版社 1977.9
- 青春論ノート 青木書店 1979.10
- 冬の大いなる虹 新日本出版社 1980.4
- 読書論ノート 青木書店 1980.11
- 思いだすこと忘れえぬひと 対話/古在由重 同時代社 1981.8
- 安中騒動記 光和堂 1981.9
- 碁の心人の心 大月書店 1983.8
- こどもの目おとなの目 児童文学を読む  青木書店　1984.5
- 赤いシクラメン 新日本出版社 1986.5
- 小説朝日茂 新日本出版社 1988.12
- 忘れ得ぬ人 新日本出版社 1990.1
- 風青き思惟の峠に 新日本出版社 1991.2
- 冬の日はほのか 新日本出版社 1994.2
- 海を渡った蝶 新日本出版社 1997.4
- 右遠俊郎短篇小説全集 本の泉社 1999.1
- 明治の碁 本因坊秀栄の生涯 本の泉社 2002.11
- 桜橋 本の泉社 2003.1
- アカシアの街に 新日本出版社 2005.5
- 国木田独歩の短篇と生涯 私家版 2007.7
- 小林多喜二私論 本の泉社 2008.2
- 詩人からの手紙 本の泉社 2009.6